# Walther Jørgensen
Walther Martinus Johannes Jørgensen (Copenaghen, 3 ottobre 1916 – Copenaghen, 17 ottobre 1989) è stato un compositore di scacchi danese.
Ha pubblicato circa 700 problemi, la maggior parte diretti in tre e più mosse e di automatto. Redattore della sezione problemistica della rivista "Stella Polaris".
Giudice Internazionale per la composizione dall'istituzione del titolo (1956).
Di professione era un ingegnere elettrotecnico.
Tre suoi problemi:
|   | a | b | c | d | e | f | g | h |   |
| 8 | c8 alfiere del nero · b7 pedone del nero · f7 cavallo del bianco · b6 pedone del bianco · e6 pedone del nero · f6 cavallo del bianco · a5 alfiere del bianco · c5 re del nero · e5 pedone del nero · f5 torre del bianco · d4 pedone del nero · e4 donna del bianco · f4 alfiere del nero · d3 alfiere del bianco · e3 pedone del bianco · g3 pedone del nero · e2 cavallo del nero · g2 re del bianco | c8 alfiere del nero · b7 pedone del nero · f7 cavallo del bianco · b6 pedone del bianco · e6 pedone del nero · f6 cavallo del bianco · a5 alfiere del bianco · c5 re del nero · e5 pedone del nero · f5 torre del bianco · d4 pedone del nero · e4 donna del bianco · f4 alfiere del nero · d3 alfiere del bianco · e3 pedone del bianco · g3 pedone del nero · e2 cavallo del nero · g2 re del bianco | c8 alfiere del nero · b7 pedone del nero · f7 cavallo del bianco · b6 pedone del bianco · e6 pedone del nero · f6 cavallo del bianco · a5 alfiere del bianco · c5 re del nero · e5 pedone del nero · f5 torre del bianco · d4 pedone del nero · e4 donna del bianco · f4 alfiere del nero · d3 alfiere del bianco · e3 pedone del bianco · g3 pedone del nero · e2 cavallo del nero · g2 re del bianco | c8 alfiere del nero · b7 pedone del nero · f7 cavallo del bianco · b6 pedone del bianco · e6 pedone del nero · f6 cavallo del bianco · a5 alfiere del bianco · c5 re del nero · e5 pedone del nero · f5 torre del bianco · d4 pedone del nero · e4 donna del bianco · f4 alfiere del nero · d3 alfiere del bianco · e3 pedone del bianco · g3 pedone del nero · e2 cavallo del nero · g2 re del bianco | c8 alfiere del nero · b7 pedone del nero · f7 cavallo del bianco · b6 pedone del bianco · e6 pedone del nero · f6 cavallo del bianco · a5 alfiere del bianco · c5 re del nero · e5 pedone del nero · f5 torre del bianco · d4 pedone del nero · e4 donna del bianco · f4 alfiere del nero · d3 alfiere del bianco · e3 pedone del bianco · g3 pedone del nero · e2 cavallo del nero · g2 re del bianco | c8 alfiere del nero · b7 pedone del nero · f7 cavallo del bianco · b6 pedone del bianco · e6 pedone del nero · f6 cavallo del bianco · a5 alfiere del bianco · c5 re del nero · e5 pedone del nero · f5 torre del bianco · d4 pedone del nero · e4 donna del bianco · f4 alfiere del nero · d3 alfiere del bianco · e3 pedone del bianco · g3 pedone del nero · e2 cavallo del nero · g2 re del bianco | c8 alfiere del nero · b7 pedone del nero · f7 cavallo del bianco · b6 pedone del bianco · e6 pedone del nero · f6 cavallo del bianco · a5 alfiere del bianco · c5 re del nero · e5 pedone del nero · f5 torre del bianco · d4 pedone del nero · e4 donna del bianco · f4 alfiere del nero · d3 alfiere del bianco · e3 pedone del bianco · g3 pedone del nero · e2 cavallo del nero · g2 re del bianco | c8 alfiere del nero · b7 pedone del nero · f7 cavallo del bianco · b6 pedone del bianco · e6 pedone del nero · f6 cavallo del bianco · a5 alfiere del bianco · c5 re del nero · e5 pedone del nero · f5 torre del bianco · d4 pedone del nero · e4 donna del bianco · f4 alfiere del nero · d3 alfiere del bianco · e3 pedone del bianco · g3 pedone del nero · e2 cavallo del nero · g2 re del bianco | 8 |
| 7 | c8 alfiere del nero · b7 pedone del nero · f7 cavallo del bianco · b6 pedone del bianco · e6 pedone del nero · f6 cavallo del bianco · a5 alfiere del bianco · c5 re del nero · e5 pedone del nero · f5 torre del bianco · d4 pedone del nero · e4 donna del bianco · f4 alfiere del nero · d3 alfiere del bianco · e3 pedone del bianco · g3 pedone del nero · e2 cavallo del nero · g2 re del bianco | c8 alfiere del nero · b7 pedone del nero · f7 cavallo del bianco · b6 pedone del bianco · e6 pedone del nero · f6 cavallo del bianco · a5 alfiere del bianco · c5 re del nero · e5 pedone del nero · f5 torre del bianco · d4 pedone del nero · e4 donna del bianco · f4 alfiere del nero · d3 alfiere del bianco · e3 pedone del bianco · g3 pedone del nero · e2 cavallo del nero · g2 re del bianco | c8 alfiere del nero · b7 pedone del nero · f7 cavallo del bianco · b6 pedone del bianco · e6 pedone del nero · f6 cavallo del bianco · a5 alfiere del bianco · c5 re del nero · e5 pedone del nero · f5 torre del bianco · d4 pedone del nero · e4 donna del bianco · f4 alfiere del nero · d3 alfiere del bianco · e3 pedone del bianco · g3 pedone del nero · e2 cavallo del nero · g2 re del bianco | c8 alfiere del nero · b7 pedone del nero · f7 cavallo del bianco · b6 pedone del bianco · e6 pedone del nero · f6 cavallo del bianco · a5 alfiere del bianco · c5 re del nero · e5 pedone del nero · f5 torre del bianco · d4 pedone del nero · e4 donna del bianco · f4 alfiere del nero · d3 alfiere del bianco · e3 pedone del bianco · g3 pedone del nero · e2 cavallo del nero · g2 re del bianco | c8 alfiere del nero · b7 pedone del nero · f7 cavallo del bianco · b6 pedone del bianco · e6 pedone del nero · f6 cavallo del bianco · a5 alfiere del bianco · c5 re del nero · e5 pedone del nero · f5 torre del bianco · d4 pedone del nero · e4 donna del bianco · f4 alfiere del nero · d3 alfiere del bianco · e3 pedone del bianco · g3 pedone del nero · e2 cavallo del nero · g2 re del bianco | c8 alfiere del nero · b7 pedone del nero · f7 cavallo del bianco · b6 pedone del bianco · e6 pedone del nero · f6 cavallo del bianco · a5 alfiere del bianco · c5 re del nero · e5 pedone del nero · f5 torre del bianco · d4 pedone del nero · e4 donna del bianco · f4 alfiere del nero · d3 alfiere del bianco · e3 pedone del bianco · g3 pedone del nero · e2 cavallo del nero · g2 re del bianco | c8 alfiere del nero · b7 pedone del nero · f7 cavallo del bianco · b6 pedone del bianco · e6 pedone del nero · f6 cavallo del bianco · a5 alfiere del bianco · c5 re del nero · e5 pedone del nero · f5 torre del bianco · d4 pedone del nero · e4 donna del bianco · f4 alfiere del nero · d3 alfiere del bianco · e3 pedone del bianco · g3 pedone del nero · e2 cavallo del nero · g2 re del bianco | c8 alfiere del nero · b7 pedone del nero · f7 cavallo del bianco · b6 pedone del bianco · e6 pedone del nero · f6 cavallo del bianco · a5 alfiere del bianco · c5 re del nero · e5 pedone del nero · f5 torre del bianco · d4 pedone del nero · e4 donna del bianco · f4 alfiere del nero · d3 alfiere del bianco · e3 pedone del bianco · g3 pedone del nero · e2 cavallo del nero · g2 re del bianco | 7 |
| 6 | c8 alfiere del nero · b7 pedone del nero · f7 cavallo del bianco · b6 pedone del bianco · e6 pedone del nero · f6 cavallo del bianco · a5 alfiere del bianco · c5 re del nero · e5 pedone del nero · f5 torre del bianco · d4 pedone del nero · e4 donna del bianco · f4 alfiere del nero · d3 alfiere del bianco · e3 pedone del bianco · g3 pedone del nero · e2 cavallo del nero · g2 re del bianco | c8 alfiere del nero · b7 pedone del nero · f7 cavallo del bianco · b6 pedone del bianco · e6 pedone del nero · f6 cavallo del bianco · a5 alfiere del bianco · c5 re del nero · e5 pedone del nero · f5 torre del bianco · d4 pedone del nero · e4 donna del bianco · f4 alfiere del nero · d3 alfiere del bianco · e3 pedone del bianco · g3 pedone del nero · e2 cavallo del nero · g2 re del bianco | c8 alfiere del nero · b7 pedone del nero · f7 cavallo del bianco · b6 pedone del bianco · e6 pedone del nero · f6 cavallo del bianco · a5 alfiere del bianco · c5 re del nero · e5 pedone del nero · f5 torre del bianco · d4 pedone del nero · e4 donna del bianco · f4 alfiere del nero · d3 alfiere del bianco · e3 pedone del bianco · g3 pedone del nero · e2 cavallo del nero · g2 re del bianco | c8 alfiere del nero · b7 pedone del nero · f7 cavallo del bianco · b6 pedone del bianco · e6 pedone del nero · f6 cavallo del bianco · a5 alfiere del bianco · c5 re del nero · e5 pedone del nero · f5 torre del bianco · d4 pedone del nero · e4 donna del bianco · f4 alfiere del nero · d3 alfiere del bianco · e3 pedone del bianco · g3 pedone del nero · e2 cavallo del nero · g2 re del bianco | c8 alfiere del nero · b7 pedone del nero · f7 cavallo del bianco · b6 pedone del bianco · e6 pedone del nero · f6 cavallo del bianco · a5 alfiere del bianco · c5 re del nero · e5 pedone del nero · f5 torre del bianco · d4 pedone del nero · e4 donna del bianco · f4 alfiere del nero · d3 alfiere del bianco · e3 pedone del bianco · g3 pedone del nero · e2 cavallo del nero · g2 re del bianco | c8 alfiere del nero · b7 pedone del nero · f7 cavallo del bianco · b6 pedone del bianco · e6 pedone del nero · f6 cavallo del bianco · a5 alfiere del bianco · c5 re del nero · e5 pedone del nero · f5 torre del bianco · d4 pedone del nero · e4 donna del bianco · f4 alfiere del nero · d3 alfiere del bianco · e3 pedone del bianco · g3 pedone del nero · e2 cavallo del nero · g2 re del bianco | c8 alfiere del nero · b7 pedone del nero · f7 cavallo del bianco · b6 pedone del bianco · e6 pedone del nero · f6 cavallo del bianco · a5 alfiere del bianco · c5 re del nero · e5 pedone del nero · f5 torre del bianco · d4 pedone del nero · e4 donna del bianco · f4 alfiere del nero · d3 alfiere del bianco · e3 pedone del bianco · g3 pedone del nero · e2 cavallo del nero · g2 re del bianco | c8 alfiere del nero · b7 pedone del nero · f7 cavallo del bianco · b6 pedone del bianco · e6 pedone del nero · f6 cavallo del bianco · a5 alfiere del bianco · c5 re del nero · e5 pedone del nero · f5 torre del bianco · d4 pedone del nero · e4 donna del bianco · f4 alfiere del nero · d3 alfiere del bianco · e3 pedone del bianco · g3 pedone del nero · e2 cavallo del nero · g2 re del bianco | 6 |
| 5 | c8 alfiere del nero · b7 pedone del nero · f7 cavallo del bianco · b6 pedone del bianco · e6 pedone del nero · f6 cavallo del bianco · a5 alfiere del bianco · c5 re del nero · e5 pedone del nero · f5 torre del bianco · d4 pedone del nero · e4 donna del bianco · f4 alfiere del nero · d3 alfiere del bianco · e3 pedone del bianco · g3 pedone del nero · e2 cavallo del nero · g2 re del bianco | c8 alfiere del nero · b7 pedone del nero · f7 cavallo del bianco · b6 pedone del bianco · e6 pedone del nero · f6 cavallo del bianco · a5 alfiere del bianco · c5 re del nero · e5 pedone del nero · f5 torre del bianco · d4 pedone del nero · e4 donna del bianco · f4 alfiere del nero · d3 alfiere del bianco · e3 pedone del bianco · g3 pedone del nero · e2 cavallo del nero · g2 re del bianco | c8 alfiere del nero · b7 pedone del nero · f7 cavallo del bianco · b6 pedone del bianco · e6 pedone del nero · f6 cavallo del bianco · a5 alfiere del bianco · c5 re del nero · e5 pedone del nero · f5 torre del bianco · d4 pedone del nero · e4 donna del bianco · f4 alfiere del nero · d3 alfiere del bianco · e3 pedone del bianco · g3 pedone del nero · e2 cavallo del nero · g2 re del bianco | c8 alfiere del nero · b7 pedone del nero · f7 cavallo del bianco · b6 pedone del bianco · e6 pedone del nero · f6 cavallo del bianco · a5 alfiere del bianco · c5 re del nero · e5 pedone del nero · f5 torre del bianco · d4 pedone del nero · e4 donna del bianco · f4 alfiere del nero · d3 alfiere del bianco · e3 pedone del bianco · g3 pedone del nero · e2 cavallo del nero · g2 re del bianco | c8 alfiere del nero · b7 pedone del nero · f7 cavallo del bianco · b6 pedone del bianco · e6 pedone del nero · f6 cavallo del bianco · a5 alfiere del bianco · c5 re del nero · e5 pedone del nero · f5 torre del bianco · d4 pedone del nero · e4 donna del bianco · f4 alfiere del nero · d3 alfiere del bianco · e3 pedone del bianco · g3 pedone del nero · e2 cavallo del nero · g2 re del bianco | c8 alfiere del nero · b7 pedone del nero · f7 cavallo del bianco · b6 pedone del bianco · e6 pedone del nero · f6 cavallo del bianco · a5 alfiere del bianco · c5 re del nero · e5 pedone del nero · f5 torre del bianco · d4 pedone del nero · e4 donna del bianco · f4 alfiere del nero · d3 alfiere del bianco · e3 pedone del bianco · g3 pedone del nero · e2 cavallo del nero · g2 re del bianco | c8 alfiere del nero · b7 pedone del nero · f7 cavallo del bianco · b6 pedone del bianco · e6 pedone del nero · f6 cavallo del bianco · a5 alfiere del bianco · c5 re del nero · e5 pedone del nero · f5 torre del bianco · d4 pedone del nero · e4 donna del bianco · f4 alfiere del nero · d3 alfiere del bianco · e3 pedone del bianco · g3 pedone del nero · e2 cavallo del nero · g2 re del bianco | c8 alfiere del nero · b7 pedone del nero · f7 cavallo del bianco · b6 pedone del bianco · e6 pedone del nero · f6 cavallo del bianco · a5 alfiere del bianco · c5 re del nero · e5 pedone del nero · f5 torre del bianco · d4 pedone del nero · e4 donna del bianco · f4 alfiere del nero · d3 alfiere del bianco · e3 pedone del bianco · g3 pedone del nero · e2 cavallo del nero · g2 re del bianco | 5 |
| 4 | c8 alfiere del nero · b7 pedone del nero · f7 cavallo del bianco · b6 pedone del bianco · e6 pedone del nero · f6 cavallo del bianco · a5 alfiere del bianco · c5 re del nero · e5 pedone del nero · f5 torre del bianco · d4 pedone del nero · e4 donna del bianco · f4 alfiere del nero · d3 alfiere del bianco · e3 pedone del bianco · g3 pedone del nero · e2 cavallo del nero · g2 re del bianco | c8 alfiere del nero · b7 pedone del nero · f7 cavallo del bianco · b6 pedone del bianco · e6 pedone del nero · f6 cavallo del bianco · a5 alfiere del bianco · c5 re del nero · e5 pedone del nero · f5 torre del bianco · d4 pedone del nero · e4 donna del bianco · f4 alfiere del nero · d3 alfiere del bianco · e3 pedone del bianco · g3 pedone del nero · e2 cavallo del nero · g2 re del bianco | c8 alfiere del nero · b7 pedone del nero · f7 cavallo del bianco · b6 pedone del bianco · e6 pedone del nero · f6 cavallo del bianco · a5 alfiere del bianco · c5 re del nero · e5 pedone del nero · f5 torre del bianco · d4 pedone del nero · e4 donna del bianco · f4 alfiere del nero · d3 alfiere del bianco · e3 pedone del bianco · g3 pedone del nero · e2 cavallo del nero · g2 re del bianco | c8 alfiere del nero · b7 pedone del nero · f7 cavallo del bianco · b6 pedone del bianco · e6 pedone del nero · f6 cavallo del bianco · a5 alfiere del bianco · c5 re del nero · e5 pedone del nero · f5 torre del bianco · d4 pedone del nero · e4 donna del bianco · f4 alfiere del nero · d3 alfiere del bianco · e3 pedone del bianco · g3 pedone del nero · e2 cavallo del nero · g2 re del bianco | c8 alfiere del nero · b7 pedone del nero · f7 cavallo del bianco · b6 pedone del bianco · e6 pedone del nero · f6 cavallo del bianco · a5 alfiere del bianco · c5 re del nero · e5 pedone del nero · f5 torre del bianco · d4 pedone del nero · e4 donna del bianco · f4 alfiere del nero · d3 alfiere del bianco · e3 pedone del bianco · g3 pedone del nero · e2 cavallo del nero · g2 re del bianco | c8 alfiere del nero · b7 pedone del nero · f7 cavallo del bianco · b6 pedone del bianco · e6 pedone del nero · f6 cavallo del bianco · a5 alfiere del bianco · c5 re del nero · e5 pedone del nero · f5 torre del bianco · d4 pedone del nero · e4 donna del bianco · f4 alfiere del nero · d3 alfiere del bianco · e3 pedone del bianco · g3 pedone del nero · e2 cavallo del nero · g2 re del bianco | c8 alfiere del nero · b7 pedone del nero · f7 cavallo del bianco · b6 pedone del bianco · e6 pedone del nero · f6 cavallo del bianco · a5 alfiere del bianco · c5 re del nero · e5 pedone del nero · f5 torre del bianco · d4 pedone del nero · e4 donna del bianco · f4 alfiere del nero · d3 alfiere del bianco · e3 pedone del bianco · g3 pedone del nero · e2 cavallo del nero · g2 re del bianco | c8 alfiere del nero · b7 pedone del nero · f7 cavallo del bianco · b6 pedone del bianco · e6 pedone del nero · f6 cavallo del bianco · a5 alfiere del bianco · c5 re del nero · e5 pedone del nero · f5 torre del bianco · d4 pedone del nero · e4 donna del bianco · f4 alfiere del nero · d3 alfiere del bianco · e3 pedone del bianco · g3 pedone del nero · e2 cavallo del nero · g2 re del bianco | 4 |
| 3 | c8 alfiere del nero · b7 pedone del nero · f7 cavallo del bianco · b6 pedone del bianco · e6 pedone del nero · f6 cavallo del bianco · a5 alfiere del bianco · c5 re del nero · e5 pedone del nero · f5 torre del bianco · d4 pedone del nero · e4 donna del bianco · f4 alfiere del nero · d3 alfiere del bianco · e3 pedone del bianco · g3 pedone del nero · e2 cavallo del nero · g2 re del bianco | c8 alfiere del nero · b7 pedone del nero · f7 cavallo del bianco · b6 pedone del bianco · e6 pedone del nero · f6 cavallo del bianco · a5 alfiere del bianco · c5 re del nero · e5 pedone del nero · f5 torre del bianco · d4 pedone del nero · e4 donna del bianco · f4 alfiere del nero · d3 alfiere del bianco · e3 pedone del bianco · g3 pedone del nero · e2 cavallo del nero · g2 re del bianco | c8 alfiere del nero · b7 pedone del nero · f7 cavallo del bianco · b6 pedone del bianco · e6 pedone del nero · f6 cavallo del bianco · a5 alfiere del bianco · c5 re del nero · e5 pedone del nero · f5 torre del bianco · d4 pedone del nero · e4 donna del bianco · f4 alfiere del nero · d3 alfiere del bianco · e3 pedone del bianco · g3 pedone del nero · e2 cavallo del nero · g2 re del bianco | c8 alfiere del nero · b7 pedone del nero · f7 cavallo del bianco · b6 pedone del bianco · e6 pedone del nero · f6 cavallo del bianco · a5 alfiere del bianco · c5 re del nero · e5 pedone del nero · f5 torre del bianco · d4 pedone del nero · e4 donna del bianco · f4 alfiere del nero · d3 alfiere del bianco · e3 pedone del bianco · g3 pedone del nero · e2 cavallo del nero · g2 re del bianco | c8 alfiere del nero · b7 pedone del nero · f7 cavallo del bianco · b6 pedone del bianco · e6 pedone del nero · f6 cavallo del bianco · a5 alfiere del bianco · c5 re del nero · e5 pedone del nero · f5 torre del bianco · d4 pedone del nero · e4 donna del bianco · f4 alfiere del nero · d3 alfiere del bianco · e3 pedone del bianco · g3 pedone del nero · e2 cavallo del nero · g2 re del bianco | c8 alfiere del nero · b7 pedone del nero · f7 cavallo del bianco · b6 pedone del bianco · e6 pedone del nero · f6 cavallo del bianco · a5 alfiere del bianco · c5 re del nero · e5 pedone del nero · f5 torre del bianco · d4 pedone del nero · e4 donna del bianco · f4 alfiere del nero · d3 alfiere del bianco · e3 pedone del bianco · g3 pedone del nero · e2 cavallo del nero · g2 re del bianco | c8 alfiere del nero · b7 pedone del nero · f7 cavallo del bianco · b6 pedone del bianco · e6 pedone del nero · f6 cavallo del bianco · a5 alfiere del bianco · c5 re del nero · e5 pedone del nero · f5 torre del bianco · d4 pedone del nero · e4 donna del bianco · f4 alfiere del nero · d3 alfiere del bianco · e3 pedone del bianco · g3 pedone del nero · e2 cavallo del nero · g2 re del bianco | c8 alfiere del nero · b7 pedone del nero · f7 cavallo del bianco · b6 pedone del bianco · e6 pedone del nero · f6 cavallo del bianco · a5 alfiere del bianco · c5 re del nero · e5 pedone del nero · f5 torre del bianco · d4 pedone del nero · e4 donna del bianco · f4 alfiere del nero · d3 alfiere del bianco · e3 pedone del bianco · g3 pedone del nero · e2 cavallo del nero · g2 re del bianco | 3 |
| 2 | c8 alfiere del nero · b7 pedone del nero · f7 cavallo del bianco · b6 pedone del bianco · e6 pedone del nero · f6 cavallo del bianco · a5 alfiere del bianco · c5 re del nero · e5 pedone del nero · f5 torre del bianco · d4 pedone del nero · e4 donna del bianco · f4 alfiere del nero · d3 alfiere del bianco · e3 pedone del bianco · g3 pedone del nero · e2 cavallo del nero · g2 re del bianco | c8 alfiere del nero · b7 pedone del nero · f7 cavallo del bianco · b6 pedone del bianco · e6 pedone del nero · f6 cavallo del bianco · a5 alfiere del bianco · c5 re del nero · e5 pedone del nero · f5 torre del bianco · d4 pedone del nero · e4 donna del bianco · f4 alfiere del nero · d3 alfiere del bianco · e3 pedone del bianco · g3 pedone del nero · e2 cavallo del nero · g2 re del bianco | c8 alfiere del nero · b7 pedone del nero · f7 cavallo del bianco · b6 pedone del bianco · e6 pedone del nero · f6 cavallo del bianco · a5 alfiere del bianco · c5 re del nero · e5 pedone del nero · f5 torre del bianco · d4 pedone del nero · e4 donna del bianco · f4 alfiere del nero · d3 alfiere del bianco · e3 pedone del bianco · g3 pedone del nero · e2 cavallo del nero · g2 re del bianco | c8 alfiere del nero · b7 pedone del nero · f7 cavallo del bianco · b6 pedone del bianco · e6 pedone del nero · f6 cavallo del bianco · a5 alfiere del bianco · c5 re del nero · e5 pedone del nero · f5 torre del bianco · d4 pedone del nero · e4 donna del bianco · f4 alfiere del nero · d3 alfiere del bianco · e3 pedone del bianco · g3 pedone del nero · e2 cavallo del nero · g2 re del bianco | c8 alfiere del nero · b7 pedone del nero · f7 cavallo del bianco · b6 pedone del bianco · e6 pedone del nero · f6 cavallo del bianco · a5 alfiere del bianco · c5 re del nero · e5 pedone del nero · f5 torre del bianco · d4 pedone del nero · e4 donna del bianco · f4 alfiere del nero · d3 alfiere del bianco · e3 pedone del bianco · g3 pedone del nero · e2 cavallo del nero · g2 re del bianco | c8 alfiere del nero · b7 pedone del nero · f7 cavallo del bianco · b6 pedone del bianco · e6 pedone del nero · f6 cavallo del bianco · a5 alfiere del bianco · c5 re del nero · e5 pedone del nero · f5 torre del bianco · d4 pedone del nero · e4 donna del bianco · f4 alfiere del nero · d3 alfiere del bianco · e3 pedone del bianco · g3 pedone del nero · e2 cavallo del nero · g2 re del bianco | c8 alfiere del nero · b7 pedone del nero · f7 cavallo del bianco · b6 pedone del bianco · e6 pedone del nero · f6 cavallo del bianco · a5 alfiere del bianco · c5 re del nero · e5 pedone del nero · f5 torre del bianco · d4 pedone del nero · e4 donna del bianco · f4 alfiere del nero · d3 alfiere del bianco · e3 pedone del bianco · g3 pedone del nero · e2 cavallo del nero · g2 re del bianco | c8 alfiere del nero · b7 pedone del nero · f7 cavallo del bianco · b6 pedone del bianco · e6 pedone del nero · f6 cavallo del bianco · a5 alfiere del bianco · c5 re del nero · e5 pedone del nero · f5 torre del bianco · d4 pedone del nero · e4 donna del bianco · f4 alfiere del nero · d3 alfiere del bianco · e3 pedone del bianco · g3 pedone del nero · e2 cavallo del nero · g2 re del bianco | 2 |
| 1 | c8 alfiere del nero · b7 pedone del nero · f7 cavallo del bianco · b6 pedone del bianco · e6 pedone del nero · f6 cavallo del bianco · a5 alfiere del bianco · c5 re del nero · e5 pedone del nero · f5 torre del bianco · d4 pedone del nero · e4 donna del bianco · f4 alfiere del nero · d3 alfiere del bianco · e3 pedone del bianco · g3 pedone del nero · e2 cavallo del nero · g2 re del bianco | c8 alfiere del nero · b7 pedone del nero · f7 cavallo del bianco · b6 pedone del bianco · e6 pedone del nero · f6 cavallo del bianco · a5 alfiere del bianco · c5 re del nero · e5 pedone del nero · f5 torre del bianco · d4 pedone del nero · e4 donna del bianco · f4 alfiere del nero · d3 alfiere del bianco · e3 pedone del bianco · g3 pedone del nero · e2 cavallo del nero · g2 re del bianco | c8 alfiere del nero · b7 pedone del nero · f7 cavallo del bianco · b6 pedone del bianco · e6 pedone del nero · f6 cavallo del bianco · a5 alfiere del bianco · c5 re del nero · e5 pedone del nero · f5 torre del bianco · d4 pedone del nero · e4 donna del bianco · f4 alfiere del nero · d3 alfiere del bianco · e3 pedone del bianco · g3 pedone del nero · e2 cavallo del nero · g2 re del bianco | c8 alfiere del nero · b7 pedone del nero · f7 cavallo del bianco · b6 pedone del bianco · e6 pedone del nero · f6 cavallo del bianco · a5 alfiere del bianco · c5 re del nero · e5 pedone del nero · f5 torre del bianco · d4 pedone del nero · e4 donna del bianco · f4 alfiere del nero · d3 alfiere del bianco · e3 pedone del bianco · g3 pedone del nero · e2 cavallo del nero · g2 re del bianco | c8 alfiere del nero · b7 pedone del nero · f7 cavallo del bianco · b6 pedone del bianco · e6 pedone del nero · f6 cavallo del bianco · a5 alfiere del bianco · c5 re del nero · e5 pedone del nero · f5 torre del bianco · d4 pedone del nero · e4 donna del bianco · f4 alfiere del nero · d3 alfiere del bianco · e3 pedone del bianco · g3 pedone del nero · e2 cavallo del nero · g2 re del bianco | c8 alfiere del nero · b7 pedone del nero · f7 cavallo del bianco · b6 pedone del bianco · e6 pedone del nero · f6 cavallo del bianco · a5 alfiere del bianco · c5 re del nero · e5 pedone del nero · f5 torre del bianco · d4 pedone del nero · e4 donna del bianco · f4 alfiere del nero · d3 alfiere del bianco · e3 pedone del bianco · g3 pedone del nero · e2 cavallo del nero · g2 re del bianco | c8 alfiere del nero · b7 pedone del nero · f7 cavallo del bianco · b6 pedone del bianco · e6 pedone del nero · f6 cavallo del bianco · a5 alfiere del bianco · c5 re del nero · e5 pedone del nero · f5 torre del bianco · d4 pedone del nero · e4 donna del bianco · f4 alfiere del nero · d3 alfiere del bianco · e3 pedone del bianco · g3 pedone del nero · e2 cavallo del nero · g2 re del bianco | c8 alfiere del nero · b7 pedone del nero · f7 cavallo del bianco · b6 pedone del bianco · e6 pedone del nero · f6 cavallo del bianco · a5 alfiere del bianco · c5 re del nero · e5 pedone del nero · f5 torre del bianco · d4 pedone del nero · e4 donna del bianco · f4 alfiere del nero · d3 alfiere del bianco · e3 pedone del bianco · g3 pedone del nero · e2 cavallo del nero · g2 re del bianco | 1 |
|   | a | b | c | d | e | f | g | h |   |

Soluzione:
1. Cd8!  (zugzwang)
1. ...Ad7  2. Cxb7#

1. ...Cg1/c1/c3  2. Dxd4#

1. ...Ag5/h6/xe3  2. Dxe5#

1. ...dxe3  2. Db4#

|   | a | b | c | d | e | f | g | h |   |
| 8 | e8 torre del nero · h8 torre del bianco · a7 cavallo del nero · f7 alfiere del bianco · g7 pedone del nero · c6 pedone del nero · g6 torre del bianco · h6 pedone del nero · d5 pedone del nero · e5 pedone del nero · f5 re del nero · a4 re del bianco · c4 cavallo del bianco · e4 torre del nero · f4 pedone del bianco · g3 pedone del bianco · b1 donna del bianco · c1 alfiere del nero | e8 torre del nero · h8 torre del bianco · a7 cavallo del nero · f7 alfiere del bianco · g7 pedone del nero · c6 pedone del nero · g6 torre del bianco · h6 pedone del nero · d5 pedone del nero · e5 pedone del nero · f5 re del nero · a4 re del bianco · c4 cavallo del bianco · e4 torre del nero · f4 pedone del bianco · g3 pedone del bianco · b1 donna del bianco · c1 alfiere del nero | e8 torre del nero · h8 torre del bianco · a7 cavallo del nero · f7 alfiere del bianco · g7 pedone del nero · c6 pedone del nero · g6 torre del bianco · h6 pedone del nero · d5 pedone del nero · e5 pedone del nero · f5 re del nero · a4 re del bianco · c4 cavallo del bianco · e4 torre del nero · f4 pedone del bianco · g3 pedone del bianco · b1 donna del bianco · c1 alfiere del nero | e8 torre del nero · h8 torre del bianco · a7 cavallo del nero · f7 alfiere del bianco · g7 pedone del nero · c6 pedone del nero · g6 torre del bianco · h6 pedone del nero · d5 pedone del nero · e5 pedone del nero · f5 re del nero · a4 re del bianco · c4 cavallo del bianco · e4 torre del nero · f4 pedone del bianco · g3 pedone del bianco · b1 donna del bianco · c1 alfiere del nero | e8 torre del nero · h8 torre del bianco · a7 cavallo del nero · f7 alfiere del bianco · g7 pedone del nero · c6 pedone del nero · g6 torre del bianco · h6 pedone del nero · d5 pedone del nero · e5 pedone del nero · f5 re del nero · a4 re del bianco · c4 cavallo del bianco · e4 torre del nero · f4 pedone del bianco · g3 pedone del bianco · b1 donna del bianco · c1 alfiere del nero | e8 torre del nero · h8 torre del bianco · a7 cavallo del nero · f7 alfiere del bianco · g7 pedone del nero · c6 pedone del nero · g6 torre del bianco · h6 pedone del nero · d5 pedone del nero · e5 pedone del nero · f5 re del nero · a4 re del bianco · c4 cavallo del bianco · e4 torre del nero · f4 pedone del bianco · g3 pedone del bianco · b1 donna del bianco · c1 alfiere del nero | e8 torre del nero · h8 torre del bianco · a7 cavallo del nero · f7 alfiere del bianco · g7 pedone del nero · c6 pedone del nero · g6 torre del bianco · h6 pedone del nero · d5 pedone del nero · e5 pedone del nero · f5 re del nero · a4 re del bianco · c4 cavallo del bianco · e4 torre del nero · f4 pedone del bianco · g3 pedone del bianco · b1 donna del bianco · c1 alfiere del nero | e8 torre del nero · h8 torre del bianco · a7 cavallo del nero · f7 alfiere del bianco · g7 pedone del nero · c6 pedone del nero · g6 torre del bianco · h6 pedone del nero · d5 pedone del nero · e5 pedone del nero · f5 re del nero · a4 re del bianco · c4 cavallo del bianco · e4 torre del nero · f4 pedone del bianco · g3 pedone del bianco · b1 donna del bianco · c1 alfiere del nero | 8 |
| 7 | e8 torre del nero · h8 torre del bianco · a7 cavallo del nero · f7 alfiere del bianco · g7 pedone del nero · c6 pedone del nero · g6 torre del bianco · h6 pedone del nero · d5 pedone del nero · e5 pedone del nero · f5 re del nero · a4 re del bianco · c4 cavallo del bianco · e4 torre del nero · f4 pedone del bianco · g3 pedone del bianco · b1 donna del bianco · c1 alfiere del nero | e8 torre del nero · h8 torre del bianco · a7 cavallo del nero · f7 alfiere del bianco · g7 pedone del nero · c6 pedone del nero · g6 torre del bianco · h6 pedone del nero · d5 pedone del nero · e5 pedone del nero · f5 re del nero · a4 re del bianco · c4 cavallo del bianco · e4 torre del nero · f4 pedone del bianco · g3 pedone del bianco · b1 donna del bianco · c1 alfiere del nero | e8 torre del nero · h8 torre del bianco · a7 cavallo del nero · f7 alfiere del bianco · g7 pedone del nero · c6 pedone del nero · g6 torre del bianco · h6 pedone del nero · d5 pedone del nero · e5 pedone del nero · f5 re del nero · a4 re del bianco · c4 cavallo del bianco · e4 torre del nero · f4 pedone del bianco · g3 pedone del bianco · b1 donna del bianco · c1 alfiere del nero | e8 torre del nero · h8 torre del bianco · a7 cavallo del nero · f7 alfiere del bianco · g7 pedone del nero · c6 pedone del nero · g6 torre del bianco · h6 pedone del nero · d5 pedone del nero · e5 pedone del nero · f5 re del nero · a4 re del bianco · c4 cavallo del bianco · e4 torre del nero · f4 pedone del bianco · g3 pedone del bianco · b1 donna del bianco · c1 alfiere del nero | e8 torre del nero · h8 torre del bianco · a7 cavallo del nero · f7 alfiere del bianco · g7 pedone del nero · c6 pedone del nero · g6 torre del bianco · h6 pedone del nero · d5 pedone del nero · e5 pedone del nero · f5 re del nero · a4 re del bianco · c4 cavallo del bianco · e4 torre del nero · f4 pedone del bianco · g3 pedone del bianco · b1 donna del bianco · c1 alfiere del nero | e8 torre del nero · h8 torre del bianco · a7 cavallo del nero · f7 alfiere del bianco · g7 pedone del nero · c6 pedone del nero · g6 torre del bianco · h6 pedone del nero · d5 pedone del nero · e5 pedone del nero · f5 re del nero · a4 re del bianco · c4 cavallo del bianco · e4 torre del nero · f4 pedone del bianco · g3 pedone del bianco · b1 donna del bianco · c1 alfiere del nero | e8 torre del nero · h8 torre del bianco · a7 cavallo del nero · f7 alfiere del bianco · g7 pedone del nero · c6 pedone del nero · g6 torre del bianco · h6 pedone del nero · d5 pedone del nero · e5 pedone del nero · f5 re del nero · a4 re del bianco · c4 cavallo del bianco · e4 torre del nero · f4 pedone del bianco · g3 pedone del bianco · b1 donna del bianco · c1 alfiere del nero | e8 torre del nero · h8 torre del bianco · a7 cavallo del nero · f7 alfiere del bianco · g7 pedone del nero · c6 pedone del nero · g6 torre del bianco · h6 pedone del nero · d5 pedone del nero · e5 pedone del nero · f5 re del nero · a4 re del bianco · c4 cavallo del bianco · e4 torre del nero · f4 pedone del bianco · g3 pedone del bianco · b1 donna del bianco · c1 alfiere del nero | 7 |
| 6 | e8 torre del nero · h8 torre del bianco · a7 cavallo del nero · f7 alfiere del bianco · g7 pedone del nero · c6 pedone del nero · g6 torre del bianco · h6 pedone del nero · d5 pedone del nero · e5 pedone del nero · f5 re del nero · a4 re del bianco · c4 cavallo del bianco · e4 torre del nero · f4 pedone del bianco · g3 pedone del bianco · b1 donna del bianco · c1 alfiere del nero | e8 torre del nero · h8 torre del bianco · a7 cavallo del nero · f7 alfiere del bianco · g7 pedone del nero · c6 pedone del nero · g6 torre del bianco · h6 pedone del nero · d5 pedone del nero · e5 pedone del nero · f5 re del nero · a4 re del bianco · c4 cavallo del bianco · e4 torre del nero · f4 pedone del bianco · g3 pedone del bianco · b1 donna del bianco · c1 alfiere del nero | e8 torre del nero · h8 torre del bianco · a7 cavallo del nero · f7 alfiere del bianco · g7 pedone del nero · c6 pedone del nero · g6 torre del bianco · h6 pedone del nero · d5 pedone del nero · e5 pedone del nero · f5 re del nero · a4 re del bianco · c4 cavallo del bianco · e4 torre del nero · f4 pedone del bianco · g3 pedone del bianco · b1 donna del bianco · c1 alfiere del nero | e8 torre del nero · h8 torre del bianco · a7 cavallo del nero · f7 alfiere del bianco · g7 pedone del nero · c6 pedone del nero · g6 torre del bianco · h6 pedone del nero · d5 pedone del nero · e5 pedone del nero · f5 re del nero · a4 re del bianco · c4 cavallo del bianco · e4 torre del nero · f4 pedone del bianco · g3 pedone del bianco · b1 donna del bianco · c1 alfiere del nero | e8 torre del nero · h8 torre del bianco · a7 cavallo del nero · f7 alfiere del bianco · g7 pedone del nero · c6 pedone del nero · g6 torre del bianco · h6 pedone del nero · d5 pedone del nero · e5 pedone del nero · f5 re del nero · a4 re del bianco · c4 cavallo del bianco · e4 torre del nero · f4 pedone del bianco · g3 pedone del bianco · b1 donna del bianco · c1 alfiere del nero | e8 torre del nero · h8 torre del bianco · a7 cavallo del nero · f7 alfiere del bianco · g7 pedone del nero · c6 pedone del nero · g6 torre del bianco · h6 pedone del nero · d5 pedone del nero · e5 pedone del nero · f5 re del nero · a4 re del bianco · c4 cavallo del bianco · e4 torre del nero · f4 pedone del bianco · g3 pedone del bianco · b1 donna del bianco · c1 alfiere del nero | e8 torre del nero · h8 torre del bianco · a7 cavallo del nero · f7 alfiere del bianco · g7 pedone del nero · c6 pedone del nero · g6 torre del bianco · h6 pedone del nero · d5 pedone del nero · e5 pedone del nero · f5 re del nero · a4 re del bianco · c4 cavallo del bianco · e4 torre del nero · f4 pedone del bianco · g3 pedone del bianco · b1 donna del bianco · c1 alfiere del nero | e8 torre del nero · h8 torre del bianco · a7 cavallo del nero · f7 alfiere del bianco · g7 pedone del nero · c6 pedone del nero · g6 torre del bianco · h6 pedone del nero · d5 pedone del nero · e5 pedone del nero · f5 re del nero · a4 re del bianco · c4 cavallo del bianco · e4 torre del nero · f4 pedone del bianco · g3 pedone del bianco · b1 donna del bianco · c1 alfiere del nero | 6 |
| 5 | e8 torre del nero · h8 torre del bianco · a7 cavallo del nero · f7 alfiere del bianco · g7 pedone del nero · c6 pedone del nero · g6 torre del bianco · h6 pedone del nero · d5 pedone del nero · e5 pedone del nero · f5 re del nero · a4 re del bianco · c4 cavallo del bianco · e4 torre del nero · f4 pedone del bianco · g3 pedone del bianco · b1 donna del bianco · c1 alfiere del nero | e8 torre del nero · h8 torre del bianco · a7 cavallo del nero · f7 alfiere del bianco · g7 pedone del nero · c6 pedone del nero · g6 torre del bianco · h6 pedone del nero · d5 pedone del nero · e5 pedone del nero · f5 re del nero · a4 re del bianco · c4 cavallo del bianco · e4 torre del nero · f4 pedone del bianco · g3 pedone del bianco · b1 donna del bianco · c1 alfiere del nero | e8 torre del nero · h8 torre del bianco · a7 cavallo del nero · f7 alfiere del bianco · g7 pedone del nero · c6 pedone del nero · g6 torre del bianco · h6 pedone del nero · d5 pedone del nero · e5 pedone del nero · f5 re del nero · a4 re del bianco · c4 cavallo del bianco · e4 torre del nero · f4 pedone del bianco · g3 pedone del bianco · b1 donna del bianco · c1 alfiere del nero | e8 torre del nero · h8 torre del bianco · a7 cavallo del nero · f7 alfiere del bianco · g7 pedone del nero · c6 pedone del nero · g6 torre del bianco · h6 pedone del nero · d5 pedone del nero · e5 pedone del nero · f5 re del nero · a4 re del bianco · c4 cavallo del bianco · e4 torre del nero · f4 pedone del bianco · g3 pedone del bianco · b1 donna del bianco · c1 alfiere del nero | e8 torre del nero · h8 torre del bianco · a7 cavallo del nero · f7 alfiere del bianco · g7 pedone del nero · c6 pedone del nero · g6 torre del bianco · h6 pedone del nero · d5 pedone del nero · e5 pedone del nero · f5 re del nero · a4 re del bianco · c4 cavallo del bianco · e4 torre del nero · f4 pedone del bianco · g3 pedone del bianco · b1 donna del bianco · c1 alfiere del nero | e8 torre del nero · h8 torre del bianco · a7 cavallo del nero · f7 alfiere del bianco · g7 pedone del nero · c6 pedone del nero · g6 torre del bianco · h6 pedone del nero · d5 pedone del nero · e5 pedone del nero · f5 re del nero · a4 re del bianco · c4 cavallo del bianco · e4 torre del nero · f4 pedone del bianco · g3 pedone del bianco · b1 donna del bianco · c1 alfiere del nero | e8 torre del nero · h8 torre del bianco · a7 cavallo del nero · f7 alfiere del bianco · g7 pedone del nero · c6 pedone del nero · g6 torre del bianco · h6 pedone del nero · d5 pedone del nero · e5 pedone del nero · f5 re del nero · a4 re del bianco · c4 cavallo del bianco · e4 torre del nero · f4 pedone del bianco · g3 pedone del bianco · b1 donna del bianco · c1 alfiere del nero | e8 torre del nero · h8 torre del bianco · a7 cavallo del nero · f7 alfiere del bianco · g7 pedone del nero · c6 pedone del nero · g6 torre del bianco · h6 pedone del nero · d5 pedone del nero · e5 pedone del nero · f5 re del nero · a4 re del bianco · c4 cavallo del bianco · e4 torre del nero · f4 pedone del bianco · g3 pedone del bianco · b1 donna del bianco · c1 alfiere del nero | 5 |
| 4 | e8 torre del nero · h8 torre del bianco · a7 cavallo del nero · f7 alfiere del bianco · g7 pedone del nero · c6 pedone del nero · g6 torre del bianco · h6 pedone del nero · d5 pedone del nero · e5 pedone del nero · f5 re del nero · a4 re del bianco · c4 cavallo del bianco · e4 torre del nero · f4 pedone del bianco · g3 pedone del bianco · b1 donna del bianco · c1 alfiere del nero | e8 torre del nero · h8 torre del bianco · a7 cavallo del nero · f7 alfiere del bianco · g7 pedone del nero · c6 pedone del nero · g6 torre del bianco · h6 pedone del nero · d5 pedone del nero · e5 pedone del nero · f5 re del nero · a4 re del bianco · c4 cavallo del bianco · e4 torre del nero · f4 pedone del bianco · g3 pedone del bianco · b1 donna del bianco · c1 alfiere del nero | e8 torre del nero · h8 torre del bianco · a7 cavallo del nero · f7 alfiere del bianco · g7 pedone del nero · c6 pedone del nero · g6 torre del bianco · h6 pedone del nero · d5 pedone del nero · e5 pedone del nero · f5 re del nero · a4 re del bianco · c4 cavallo del bianco · e4 torre del nero · f4 pedone del bianco · g3 pedone del bianco · b1 donna del bianco · c1 alfiere del nero | e8 torre del nero · h8 torre del bianco · a7 cavallo del nero · f7 alfiere del bianco · g7 pedone del nero · c6 pedone del nero · g6 torre del bianco · h6 pedone del nero · d5 pedone del nero · e5 pedone del nero · f5 re del nero · a4 re del bianco · c4 cavallo del bianco · e4 torre del nero · f4 pedone del bianco · g3 pedone del bianco · b1 donna del bianco · c1 alfiere del nero | e8 torre del nero · h8 torre del bianco · a7 cavallo del nero · f7 alfiere del bianco · g7 pedone del nero · c6 pedone del nero · g6 torre del bianco · h6 pedone del nero · d5 pedone del nero · e5 pedone del nero · f5 re del nero · a4 re del bianco · c4 cavallo del bianco · e4 torre del nero · f4 pedone del bianco · g3 pedone del bianco · b1 donna del bianco · c1 alfiere del nero | e8 torre del nero · h8 torre del bianco · a7 cavallo del nero · f7 alfiere del bianco · g7 pedone del nero · c6 pedone del nero · g6 torre del bianco · h6 pedone del nero · d5 pedone del nero · e5 pedone del nero · f5 re del nero · a4 re del bianco · c4 cavallo del bianco · e4 torre del nero · f4 pedone del bianco · g3 pedone del bianco · b1 donna del bianco · c1 alfiere del nero | e8 torre del nero · h8 torre del bianco · a7 cavallo del nero · f7 alfiere del bianco · g7 pedone del nero · c6 pedone del nero · g6 torre del bianco · h6 pedone del nero · d5 pedone del nero · e5 pedone del nero · f5 re del nero · a4 re del bianco · c4 cavallo del bianco · e4 torre del nero · f4 pedone del bianco · g3 pedone del bianco · b1 donna del bianco · c1 alfiere del nero | e8 torre del nero · h8 torre del bianco · a7 cavallo del nero · f7 alfiere del bianco · g7 pedone del nero · c6 pedone del nero · g6 torre del bianco · h6 pedone del nero · d5 pedone del nero · e5 pedone del nero · f5 re del nero · a4 re del bianco · c4 cavallo del bianco · e4 torre del nero · f4 pedone del bianco · g3 pedone del bianco · b1 donna del bianco · c1 alfiere del nero | 4 |
| 3 | e8 torre del nero · h8 torre del bianco · a7 cavallo del nero · f7 alfiere del bianco · g7 pedone del nero · c6 pedone del nero · g6 torre del bianco · h6 pedone del nero · d5 pedone del nero · e5 pedone del nero · f5 re del nero · a4 re del bianco · c4 cavallo del bianco · e4 torre del nero · f4 pedone del bianco · g3 pedone del bianco · b1 donna del bianco · c1 alfiere del nero | e8 torre del nero · h8 torre del bianco · a7 cavallo del nero · f7 alfiere del bianco · g7 pedone del nero · c6 pedone del nero · g6 torre del bianco · h6 pedone del nero · d5 pedone del nero · e5 pedone del nero · f5 re del nero · a4 re del bianco · c4 cavallo del bianco · e4 torre del nero · f4 pedone del bianco · g3 pedone del bianco · b1 donna del bianco · c1 alfiere del nero | e8 torre del nero · h8 torre del bianco · a7 cavallo del nero · f7 alfiere del bianco · g7 pedone del nero · c6 pedone del nero · g6 torre del bianco · h6 pedone del nero · d5 pedone del nero · e5 pedone del nero · f5 re del nero · a4 re del bianco · c4 cavallo del bianco · e4 torre del nero · f4 pedone del bianco · g3 pedone del bianco · b1 donna del bianco · c1 alfiere del nero | e8 torre del nero · h8 torre del bianco · a7 cavallo del nero · f7 alfiere del bianco · g7 pedone del nero · c6 pedone del nero · g6 torre del bianco · h6 pedone del nero · d5 pedone del nero · e5 pedone del nero · f5 re del nero · a4 re del bianco · c4 cavallo del bianco · e4 torre del nero · f4 pedone del bianco · g3 pedone del bianco · b1 donna del bianco · c1 alfiere del nero | e8 torre del nero · h8 torre del bianco · a7 cavallo del nero · f7 alfiere del bianco · g7 pedone del nero · c6 pedone del nero · g6 torre del bianco · h6 pedone del nero · d5 pedone del nero · e5 pedone del nero · f5 re del nero · a4 re del bianco · c4 cavallo del bianco · e4 torre del nero · f4 pedone del bianco · g3 pedone del bianco · b1 donna del bianco · c1 alfiere del nero | e8 torre del nero · h8 torre del bianco · a7 cavallo del nero · f7 alfiere del bianco · g7 pedone del nero · c6 pedone del nero · g6 torre del bianco · h6 pedone del nero · d5 pedone del nero · e5 pedone del nero · f5 re del nero · a4 re del bianco · c4 cavallo del bianco · e4 torre del nero · f4 pedone del bianco · g3 pedone del bianco · b1 donna del bianco · c1 alfiere del nero | e8 torre del nero · h8 torre del bianco · a7 cavallo del nero · f7 alfiere del bianco · g7 pedone del nero · c6 pedone del nero · g6 torre del bianco · h6 pedone del nero · d5 pedone del nero · e5 pedone del nero · f5 re del nero · a4 re del bianco · c4 cavallo del bianco · e4 torre del nero · f4 pedone del bianco · g3 pedone del bianco · b1 donna del bianco · c1 alfiere del nero | e8 torre del nero · h8 torre del bianco · a7 cavallo del nero · f7 alfiere del bianco · g7 pedone del nero · c6 pedone del nero · g6 torre del bianco · h6 pedone del nero · d5 pedone del nero · e5 pedone del nero · f5 re del nero · a4 re del bianco · c4 cavallo del bianco · e4 torre del nero · f4 pedone del bianco · g3 pedone del bianco · b1 donna del bianco · c1 alfiere del nero | 3 |
| 2 | e8 torre del nero · h8 torre del bianco · a7 cavallo del nero · f7 alfiere del bianco · g7 pedone del nero · c6 pedone del nero · g6 torre del bianco · h6 pedone del nero · d5 pedone del nero · e5 pedone del nero · f5 re del nero · a4 re del bianco · c4 cavallo del bianco · e4 torre del nero · f4 pedone del bianco · g3 pedone del bianco · b1 donna del bianco · c1 alfiere del nero | e8 torre del nero · h8 torre del bianco · a7 cavallo del nero · f7 alfiere del bianco · g7 pedone del nero · c6 pedone del nero · g6 torre del bianco · h6 pedone del nero · d5 pedone del nero · e5 pedone del nero · f5 re del nero · a4 re del bianco · c4 cavallo del bianco · e4 torre del nero · f4 pedone del bianco · g3 pedone del bianco · b1 donna del bianco · c1 alfiere del nero | e8 torre del nero · h8 torre del bianco · a7 cavallo del nero · f7 alfiere del bianco · g7 pedone del nero · c6 pedone del nero · g6 torre del bianco · h6 pedone del nero · d5 pedone del nero · e5 pedone del nero · f5 re del nero · a4 re del bianco · c4 cavallo del bianco · e4 torre del nero · f4 pedone del bianco · g3 pedone del bianco · b1 donna del bianco · c1 alfiere del nero | e8 torre del nero · h8 torre del bianco · a7 cavallo del nero · f7 alfiere del bianco · g7 pedone del nero · c6 pedone del nero · g6 torre del bianco · h6 pedone del nero · d5 pedone del nero · e5 pedone del nero · f5 re del nero · a4 re del bianco · c4 cavallo del bianco · e4 torre del nero · f4 pedone del bianco · g3 pedone del bianco · b1 donna del bianco · c1 alfiere del nero | e8 torre del nero · h8 torre del bianco · a7 cavallo del nero · f7 alfiere del bianco · g7 pedone del nero · c6 pedone del nero · g6 torre del bianco · h6 pedone del nero · d5 pedone del nero · e5 pedone del nero · f5 re del nero · a4 re del bianco · c4 cavallo del bianco · e4 torre del nero · f4 pedone del bianco · g3 pedone del bianco · b1 donna del bianco · c1 alfiere del nero | e8 torre del nero · h8 torre del bianco · a7 cavallo del nero · f7 alfiere del bianco · g7 pedone del nero · c6 pedone del nero · g6 torre del bianco · h6 pedone del nero · d5 pedone del nero · e5 pedone del nero · f5 re del nero · a4 re del bianco · c4 cavallo del bianco · e4 torre del nero · f4 pedone del bianco · g3 pedone del bianco · b1 donna del bianco · c1 alfiere del nero | e8 torre del nero · h8 torre del bianco · a7 cavallo del nero · f7 alfiere del bianco · g7 pedone del nero · c6 pedone del nero · g6 torre del bianco · h6 pedone del nero · d5 pedone del nero · e5 pedone del nero · f5 re del nero · a4 re del bianco · c4 cavallo del bianco · e4 torre del nero · f4 pedone del bianco · g3 pedone del bianco · b1 donna del bianco · c1 alfiere del nero | e8 torre del nero · h8 torre del bianco · a7 cavallo del nero · f7 alfiere del bianco · g7 pedone del nero · c6 pedone del nero · g6 torre del bianco · h6 pedone del nero · d5 pedone del nero · e5 pedone del nero · f5 re del nero · a4 re del bianco · c4 cavallo del bianco · e4 torre del nero · f4 pedone del bianco · g3 pedone del bianco · b1 donna del bianco · c1 alfiere del nero | 2 |
| 1 | e8 torre del nero · h8 torre del bianco · a7 cavallo del nero · f7 alfiere del bianco · g7 pedone del nero · c6 pedone del nero · g6 torre del bianco · h6 pedone del nero · d5 pedone del nero · e5 pedone del nero · f5 re del nero · a4 re del bianco · c4 cavallo del bianco · e4 torre del nero · f4 pedone del bianco · g3 pedone del bianco · b1 donna del bianco · c1 alfiere del nero | e8 torre del nero · h8 torre del bianco · a7 cavallo del nero · f7 alfiere del bianco · g7 pedone del nero · c6 pedone del nero · g6 torre del bianco · h6 pedone del nero · d5 pedone del nero · e5 pedone del nero · f5 re del nero · a4 re del bianco · c4 cavallo del bianco · e4 torre del nero · f4 pedone del bianco · g3 pedone del bianco · b1 donna del bianco · c1 alfiere del nero | e8 torre del nero · h8 torre del bianco · a7 cavallo del nero · f7 alfiere del bianco · g7 pedone del nero · c6 pedone del nero · g6 torre del bianco · h6 pedone del nero · d5 pedone del nero · e5 pedone del nero · f5 re del nero · a4 re del bianco · c4 cavallo del bianco · e4 torre del nero · f4 pedone del bianco · g3 pedone del bianco · b1 donna del bianco · c1 alfiere del nero | e8 torre del nero · h8 torre del bianco · a7 cavallo del nero · f7 alfiere del bianco · g7 pedone del nero · c6 pedone del nero · g6 torre del bianco · h6 pedone del nero · d5 pedone del nero · e5 pedone del nero · f5 re del nero · a4 re del bianco · c4 cavallo del bianco · e4 torre del nero · f4 pedone del bianco · g3 pedone del bianco · b1 donna del bianco · c1 alfiere del nero | e8 torre del nero · h8 torre del bianco · a7 cavallo del nero · f7 alfiere del bianco · g7 pedone del nero · c6 pedone del nero · g6 torre del bianco · h6 pedone del nero · d5 pedone del nero · e5 pedone del nero · f5 re del nero · a4 re del bianco · c4 cavallo del bianco · e4 torre del nero · f4 pedone del bianco · g3 pedone del bianco · b1 donna del bianco · c1 alfiere del nero | e8 torre del nero · h8 torre del bianco · a7 cavallo del nero · f7 alfiere del bianco · g7 pedone del nero · c6 pedone del nero · g6 torre del bianco · h6 pedone del nero · d5 pedone del nero · e5 pedone del nero · f5 re del nero · a4 re del bianco · c4 cavallo del bianco · e4 torre del nero · f4 pedone del bianco · g3 pedone del bianco · b1 donna del bianco · c1 alfiere del nero | e8 torre del nero · h8 torre del bianco · a7 cavallo del nero · f7 alfiere del bianco · g7 pedone del nero · c6 pedone del nero · g6 torre del bianco · h6 pedone del nero · d5 pedone del nero · e5 pedone del nero · f5 re del nero · a4 re del bianco · c4 cavallo del bianco · e4 torre del nero · f4 pedone del bianco · g3 pedone del bianco · b1 donna del bianco · c1 alfiere del nero | e8 torre del nero · h8 torre del bianco · a7 cavallo del nero · f7 alfiere del bianco · g7 pedone del nero · c6 pedone del nero · g6 torre del bianco · h6 pedone del nero · d5 pedone del nero · e5 pedone del nero · f5 re del nero · a4 re del bianco · c4 cavallo del bianco · e4 torre del nero · f4 pedone del bianco · g3 pedone del bianco · b1 donna del bianco · c1 alfiere del nero | 1 |
|   | a | b | c | d | e | f | g | h |   |

Soluzione:
1. Dc2!  (min. 2. g4+ Rxf4 3. Df2#)
1... Ae3 2. Txe8 ... 3. Txe5#

 (2... Axf4 3. g4#)

 (2... Ad4 3. Cd6#)

1... Ad2 2. Axe8 ... 3. Tf8#

|   | a | b | c | d | e | f | g | h |   |
| 8 | c8 alfiere del bianco · f8 donna del bianco · a7 pedone del nero · c7 pedone del bianco · e7 torre del nero · f7 pedone del nero · a6 re del bianco · b6 pedone del nero · d6 re del nero · g6 pedone del bianco · b5 pedone del bianco · e5 cavallo del nero · g5 pedone del bianco · c4 pedone del bianco · e2 cavallo del bianco · h2 alfiere del bianco | c8 alfiere del bianco · f8 donna del bianco · a7 pedone del nero · c7 pedone del bianco · e7 torre del nero · f7 pedone del nero · a6 re del bianco · b6 pedone del nero · d6 re del nero · g6 pedone del bianco · b5 pedone del bianco · e5 cavallo del nero · g5 pedone del bianco · c4 pedone del bianco · e2 cavallo del bianco · h2 alfiere del bianco | c8 alfiere del bianco · f8 donna del bianco · a7 pedone del nero · c7 pedone del bianco · e7 torre del nero · f7 pedone del nero · a6 re del bianco · b6 pedone del nero · d6 re del nero · g6 pedone del bianco · b5 pedone del bianco · e5 cavallo del nero · g5 pedone del bianco · c4 pedone del bianco · e2 cavallo del bianco · h2 alfiere del bianco | c8 alfiere del bianco · f8 donna del bianco · a7 pedone del nero · c7 pedone del bianco · e7 torre del nero · f7 pedone del nero · a6 re del bianco · b6 pedone del nero · d6 re del nero · g6 pedone del bianco · b5 pedone del bianco · e5 cavallo del nero · g5 pedone del bianco · c4 pedone del bianco · e2 cavallo del bianco · h2 alfiere del bianco | c8 alfiere del bianco · f8 donna del bianco · a7 pedone del nero · c7 pedone del bianco · e7 torre del nero · f7 pedone del nero · a6 re del bianco · b6 pedone del nero · d6 re del nero · g6 pedone del bianco · b5 pedone del bianco · e5 cavallo del nero · g5 pedone del bianco · c4 pedone del bianco · e2 cavallo del bianco · h2 alfiere del bianco | c8 alfiere del bianco · f8 donna del bianco · a7 pedone del nero · c7 pedone del bianco · e7 torre del nero · f7 pedone del nero · a6 re del bianco · b6 pedone del nero · d6 re del nero · g6 pedone del bianco · b5 pedone del bianco · e5 cavallo del nero · g5 pedone del bianco · c4 pedone del bianco · e2 cavallo del bianco · h2 alfiere del bianco | c8 alfiere del bianco · f8 donna del bianco · a7 pedone del nero · c7 pedone del bianco · e7 torre del nero · f7 pedone del nero · a6 re del bianco · b6 pedone del nero · d6 re del nero · g6 pedone del bianco · b5 pedone del bianco · e5 cavallo del nero · g5 pedone del bianco · c4 pedone del bianco · e2 cavallo del bianco · h2 alfiere del bianco | c8 alfiere del bianco · f8 donna del bianco · a7 pedone del nero · c7 pedone del bianco · e7 torre del nero · f7 pedone del nero · a6 re del bianco · b6 pedone del nero · d6 re del nero · g6 pedone del bianco · b5 pedone del bianco · e5 cavallo del nero · g5 pedone del bianco · c4 pedone del bianco · e2 cavallo del bianco · h2 alfiere del bianco | 8 |
| 7 | c8 alfiere del bianco · f8 donna del bianco · a7 pedone del nero · c7 pedone del bianco · e7 torre del nero · f7 pedone del nero · a6 re del bianco · b6 pedone del nero · d6 re del nero · g6 pedone del bianco · b5 pedone del bianco · e5 cavallo del nero · g5 pedone del bianco · c4 pedone del bianco · e2 cavallo del bianco · h2 alfiere del bianco | c8 alfiere del bianco · f8 donna del bianco · a7 pedone del nero · c7 pedone del bianco · e7 torre del nero · f7 pedone del nero · a6 re del bianco · b6 pedone del nero · d6 re del nero · g6 pedone del bianco · b5 pedone del bianco · e5 cavallo del nero · g5 pedone del bianco · c4 pedone del bianco · e2 cavallo del bianco · h2 alfiere del bianco | c8 alfiere del bianco · f8 donna del bianco · a7 pedone del nero · c7 pedone del bianco · e7 torre del nero · f7 pedone del nero · a6 re del bianco · b6 pedone del nero · d6 re del nero · g6 pedone del bianco · b5 pedone del bianco · e5 cavallo del nero · g5 pedone del bianco · c4 pedone del bianco · e2 cavallo del bianco · h2 alfiere del bianco | c8 alfiere del bianco · f8 donna del bianco · a7 pedone del nero · c7 pedone del bianco · e7 torre del nero · f7 pedone del nero · a6 re del bianco · b6 pedone del nero · d6 re del nero · g6 pedone del bianco · b5 pedone del bianco · e5 cavallo del nero · g5 pedone del bianco · c4 pedone del bianco · e2 cavallo del bianco · h2 alfiere del bianco | c8 alfiere del bianco · f8 donna del bianco · a7 pedone del nero · c7 pedone del bianco · e7 torre del nero · f7 pedone del nero · a6 re del bianco · b6 pedone del nero · d6 re del nero · g6 pedone del bianco · b5 pedone del bianco · e5 cavallo del nero · g5 pedone del bianco · c4 pedone del bianco · e2 cavallo del bianco · h2 alfiere del bianco | c8 alfiere del bianco · f8 donna del bianco · a7 pedone del nero · c7 pedone del bianco · e7 torre del nero · f7 pedone del nero · a6 re del bianco · b6 pedone del nero · d6 re del nero · g6 pedone del bianco · b5 pedone del bianco · e5 cavallo del nero · g5 pedone del bianco · c4 pedone del bianco · e2 cavallo del bianco · h2 alfiere del bianco | c8 alfiere del bianco · f8 donna del bianco · a7 pedone del nero · c7 pedone del bianco · e7 torre del nero · f7 pedone del nero · a6 re del bianco · b6 pedone del nero · d6 re del nero · g6 pedone del bianco · b5 pedone del bianco · e5 cavallo del nero · g5 pedone del bianco · c4 pedone del bianco · e2 cavallo del bianco · h2 alfiere del bianco | c8 alfiere del bianco · f8 donna del bianco · a7 pedone del nero · c7 pedone del bianco · e7 torre del nero · f7 pedone del nero · a6 re del bianco · b6 pedone del nero · d6 re del nero · g6 pedone del bianco · b5 pedone del bianco · e5 cavallo del nero · g5 pedone del bianco · c4 pedone del bianco · e2 cavallo del bianco · h2 alfiere del bianco | 7 |
| 6 | c8 alfiere del bianco · f8 donna del bianco · a7 pedone del nero · c7 pedone del bianco · e7 torre del nero · f7 pedone del nero · a6 re del bianco · b6 pedone del nero · d6 re del nero · g6 pedone del bianco · b5 pedone del bianco · e5 cavallo del nero · g5 pedone del bianco · c4 pedone del bianco · e2 cavallo del bianco · h2 alfiere del bianco | c8 alfiere del bianco · f8 donna del bianco · a7 pedone del nero · c7 pedone del bianco · e7 torre del nero · f7 pedone del nero · a6 re del bianco · b6 pedone del nero · d6 re del nero · g6 pedone del bianco · b5 pedone del bianco · e5 cavallo del nero · g5 pedone del bianco · c4 pedone del bianco · e2 cavallo del bianco · h2 alfiere del bianco | c8 alfiere del bianco · f8 donna del bianco · a7 pedone del nero · c7 pedone del bianco · e7 torre del nero · f7 pedone del nero · a6 re del bianco · b6 pedone del nero · d6 re del nero · g6 pedone del bianco · b5 pedone del bianco · e5 cavallo del nero · g5 pedone del bianco · c4 pedone del bianco · e2 cavallo del bianco · h2 alfiere del bianco | c8 alfiere del bianco · f8 donna del bianco · a7 pedone del nero · c7 pedone del bianco · e7 torre del nero · f7 pedone del nero · a6 re del bianco · b6 pedone del nero · d6 re del nero · g6 pedone del bianco · b5 pedone del bianco · e5 cavallo del nero · g5 pedone del bianco · c4 pedone del bianco · e2 cavallo del bianco · h2 alfiere del bianco | c8 alfiere del bianco · f8 donna del bianco · a7 pedone del nero · c7 pedone del bianco · e7 torre del nero · f7 pedone del nero · a6 re del bianco · b6 pedone del nero · d6 re del nero · g6 pedone del bianco · b5 pedone del bianco · e5 cavallo del nero · g5 pedone del bianco · c4 pedone del bianco · e2 cavallo del bianco · h2 alfiere del bianco | c8 alfiere del bianco · f8 donna del bianco · a7 pedone del nero · c7 pedone del bianco · e7 torre del nero · f7 pedone del nero · a6 re del bianco · b6 pedone del nero · d6 re del nero · g6 pedone del bianco · b5 pedone del bianco · e5 cavallo del nero · g5 pedone del bianco · c4 pedone del bianco · e2 cavallo del bianco · h2 alfiere del bianco | c8 alfiere del bianco · f8 donna del bianco · a7 pedone del nero · c7 pedone del bianco · e7 torre del nero · f7 pedone del nero · a6 re del bianco · b6 pedone del nero · d6 re del nero · g6 pedone del bianco · b5 pedone del bianco · e5 cavallo del nero · g5 pedone del bianco · c4 pedone del bianco · e2 cavallo del bianco · h2 alfiere del bianco | c8 alfiere del bianco · f8 donna del bianco · a7 pedone del nero · c7 pedone del bianco · e7 torre del nero · f7 pedone del nero · a6 re del bianco · b6 pedone del nero · d6 re del nero · g6 pedone del bianco · b5 pedone del bianco · e5 cavallo del nero · g5 pedone del bianco · c4 pedone del bianco · e2 cavallo del bianco · h2 alfiere del bianco | 6 |
| 5 | c8 alfiere del bianco · f8 donna del bianco · a7 pedone del nero · c7 pedone del bianco · e7 torre del nero · f7 pedone del nero · a6 re del bianco · b6 pedone del nero · d6 re del nero · g6 pedone del bianco · b5 pedone del bianco · e5 cavallo del nero · g5 pedone del bianco · c4 pedone del bianco · e2 cavallo del bianco · h2 alfiere del bianco | c8 alfiere del bianco · f8 donna del bianco · a7 pedone del nero · c7 pedone del bianco · e7 torre del nero · f7 pedone del nero · a6 re del bianco · b6 pedone del nero · d6 re del nero · g6 pedone del bianco · b5 pedone del bianco · e5 cavallo del nero · g5 pedone del bianco · c4 pedone del bianco · e2 cavallo del bianco · h2 alfiere del bianco | c8 alfiere del bianco · f8 donna del bianco · a7 pedone del nero · c7 pedone del bianco · e7 torre del nero · f7 pedone del nero · a6 re del bianco · b6 pedone del nero · d6 re del nero · g6 pedone del bianco · b5 pedone del bianco · e5 cavallo del nero · g5 pedone del bianco · c4 pedone del bianco · e2 cavallo del bianco · h2 alfiere del bianco | c8 alfiere del bianco · f8 donna del bianco · a7 pedone del nero · c7 pedone del bianco · e7 torre del nero · f7 pedone del nero · a6 re del bianco · b6 pedone del nero · d6 re del nero · g6 pedone del bianco · b5 pedone del bianco · e5 cavallo del nero · g5 pedone del bianco · c4 pedone del bianco · e2 cavallo del bianco · h2 alfiere del bianco | c8 alfiere del bianco · f8 donna del bianco · a7 pedone del nero · c7 pedone del bianco · e7 torre del nero · f7 pedone del nero · a6 re del bianco · b6 pedone del nero · d6 re del nero · g6 pedone del bianco · b5 pedone del bianco · e5 cavallo del nero · g5 pedone del bianco · c4 pedone del bianco · e2 cavallo del bianco · h2 alfiere del bianco | c8 alfiere del bianco · f8 donna del bianco · a7 pedone del nero · c7 pedone del bianco · e7 torre del nero · f7 pedone del nero · a6 re del bianco · b6 pedone del nero · d6 re del nero · g6 pedone del bianco · b5 pedone del bianco · e5 cavallo del nero · g5 pedone del bianco · c4 pedone del bianco · e2 cavallo del bianco · h2 alfiere del bianco | c8 alfiere del bianco · f8 donna del bianco · a7 pedone del nero · c7 pedone del bianco · e7 torre del nero · f7 pedone del nero · a6 re del bianco · b6 pedone del nero · d6 re del nero · g6 pedone del bianco · b5 pedone del bianco · e5 cavallo del nero · g5 pedone del bianco · c4 pedone del bianco · e2 cavallo del bianco · h2 alfiere del bianco | c8 alfiere del bianco · f8 donna del bianco · a7 pedone del nero · c7 pedone del bianco · e7 torre del nero · f7 pedone del nero · a6 re del bianco · b6 pedone del nero · d6 re del nero · g6 pedone del bianco · b5 pedone del bianco · e5 cavallo del nero · g5 pedone del bianco · c4 pedone del bianco · e2 cavallo del bianco · h2 alfiere del bianco | 5 |
| 4 | c8 alfiere del bianco · f8 donna del bianco · a7 pedone del nero · c7 pedone del bianco · e7 torre del nero · f7 pedone del nero · a6 re del bianco · b6 pedone del nero · d6 re del nero · g6 pedone del bianco · b5 pedone del bianco · e5 cavallo del nero · g5 pedone del bianco · c4 pedone del bianco · e2 cavallo del bianco · h2 alfiere del bianco | c8 alfiere del bianco · f8 donna del bianco · a7 pedone del nero · c7 pedone del bianco · e7 torre del nero · f7 pedone del nero · a6 re del bianco · b6 pedone del nero · d6 re del nero · g6 pedone del bianco · b5 pedone del bianco · e5 cavallo del nero · g5 pedone del bianco · c4 pedone del bianco · e2 cavallo del bianco · h2 alfiere del bianco | c8 alfiere del bianco · f8 donna del bianco · a7 pedone del nero · c7 pedone del bianco · e7 torre del nero · f7 pedone del nero · a6 re del bianco · b6 pedone del nero · d6 re del nero · g6 pedone del bianco · b5 pedone del bianco · e5 cavallo del nero · g5 pedone del bianco · c4 pedone del bianco · e2 cavallo del bianco · h2 alfiere del bianco | c8 alfiere del bianco · f8 donna del bianco · a7 pedone del nero · c7 pedone del bianco · e7 torre del nero · f7 pedone del nero · a6 re del bianco · b6 pedone del nero · d6 re del nero · g6 pedone del bianco · b5 pedone del bianco · e5 cavallo del nero · g5 pedone del bianco · c4 pedone del bianco · e2 cavallo del bianco · h2 alfiere del bianco | c8 alfiere del bianco · f8 donna del bianco · a7 pedone del nero · c7 pedone del bianco · e7 torre del nero · f7 pedone del nero · a6 re del bianco · b6 pedone del nero · d6 re del nero · g6 pedone del bianco · b5 pedone del bianco · e5 cavallo del nero · g5 pedone del bianco · c4 pedone del bianco · e2 cavallo del bianco · h2 alfiere del bianco | c8 alfiere del bianco · f8 donna del bianco · a7 pedone del nero · c7 pedone del bianco · e7 torre del nero · f7 pedone del nero · a6 re del bianco · b6 pedone del nero · d6 re del nero · g6 pedone del bianco · b5 pedone del bianco · e5 cavallo del nero · g5 pedone del bianco · c4 pedone del bianco · e2 cavallo del bianco · h2 alfiere del bianco | c8 alfiere del bianco · f8 donna del bianco · a7 pedone del nero · c7 pedone del bianco · e7 torre del nero · f7 pedone del nero · a6 re del bianco · b6 pedone del nero · d6 re del nero · g6 pedone del bianco · b5 pedone del bianco · e5 cavallo del nero · g5 pedone del bianco · c4 pedone del bianco · e2 cavallo del bianco · h2 alfiere del bianco | c8 alfiere del bianco · f8 donna del bianco · a7 pedone del nero · c7 pedone del bianco · e7 torre del nero · f7 pedone del nero · a6 re del bianco · b6 pedone del nero · d6 re del nero · g6 pedone del bianco · b5 pedone del bianco · e5 cavallo del nero · g5 pedone del bianco · c4 pedone del bianco · e2 cavallo del bianco · h2 alfiere del bianco | 4 |
| 3 | c8 alfiere del bianco · f8 donna del bianco · a7 pedone del nero · c7 pedone del bianco · e7 torre del nero · f7 pedone del nero · a6 re del bianco · b6 pedone del nero · d6 re del nero · g6 pedone del bianco · b5 pedone del bianco · e5 cavallo del nero · g5 pedone del bianco · c4 pedone del bianco · e2 cavallo del bianco · h2 alfiere del bianco | c8 alfiere del bianco · f8 donna del bianco · a7 pedone del nero · c7 pedone del bianco · e7 torre del nero · f7 pedone del nero · a6 re del bianco · b6 pedone del nero · d6 re del nero · g6 pedone del bianco · b5 pedone del bianco · e5 cavallo del nero · g5 pedone del bianco · c4 pedone del bianco · e2 cavallo del bianco · h2 alfiere del bianco | c8 alfiere del bianco · f8 donna del bianco · a7 pedone del nero · c7 pedone del bianco · e7 torre del nero · f7 pedone del nero · a6 re del bianco · b6 pedone del nero · d6 re del nero · g6 pedone del bianco · b5 pedone del bianco · e5 cavallo del nero · g5 pedone del bianco · c4 pedone del bianco · e2 cavallo del bianco · h2 alfiere del bianco | c8 alfiere del bianco · f8 donna del bianco · a7 pedone del nero · c7 pedone del bianco · e7 torre del nero · f7 pedone del nero · a6 re del bianco · b6 pedone del nero · d6 re del nero · g6 pedone del bianco · b5 pedone del bianco · e5 cavallo del nero · g5 pedone del bianco · c4 pedone del bianco · e2 cavallo del bianco · h2 alfiere del bianco | c8 alfiere del bianco · f8 donna del bianco · a7 pedone del nero · c7 pedone del bianco · e7 torre del nero · f7 pedone del nero · a6 re del bianco · b6 pedone del nero · d6 re del nero · g6 pedone del bianco · b5 pedone del bianco · e5 cavallo del nero · g5 pedone del bianco · c4 pedone del bianco · e2 cavallo del bianco · h2 alfiere del bianco | c8 alfiere del bianco · f8 donna del bianco · a7 pedone del nero · c7 pedone del bianco · e7 torre del nero · f7 pedone del nero · a6 re del bianco · b6 pedone del nero · d6 re del nero · g6 pedone del bianco · b5 pedone del bianco · e5 cavallo del nero · g5 pedone del bianco · c4 pedone del bianco · e2 cavallo del bianco · h2 alfiere del bianco | c8 alfiere del bianco · f8 donna del bianco · a7 pedone del nero · c7 pedone del bianco · e7 torre del nero · f7 pedone del nero · a6 re del bianco · b6 pedone del nero · d6 re del nero · g6 pedone del bianco · b5 pedone del bianco · e5 cavallo del nero · g5 pedone del bianco · c4 pedone del bianco · e2 cavallo del bianco · h2 alfiere del bianco | c8 alfiere del bianco · f8 donna del bianco · a7 pedone del nero · c7 pedone del bianco · e7 torre del nero · f7 pedone del nero · a6 re del bianco · b6 pedone del nero · d6 re del nero · g6 pedone del bianco · b5 pedone del bianco · e5 cavallo del nero · g5 pedone del bianco · c4 pedone del bianco · e2 cavallo del bianco · h2 alfiere del bianco | 3 |
| 2 | c8 alfiere del bianco · f8 donna del bianco · a7 pedone del nero · c7 pedone del bianco · e7 torre del nero · f7 pedone del nero · a6 re del bianco · b6 pedone del nero · d6 re del nero · g6 pedone del bianco · b5 pedone del bianco · e5 cavallo del nero · g5 pedone del bianco · c4 pedone del bianco · e2 cavallo del bianco · h2 alfiere del bianco | c8 alfiere del bianco · f8 donna del bianco · a7 pedone del nero · c7 pedone del bianco · e7 torre del nero · f7 pedone del nero · a6 re del bianco · b6 pedone del nero · d6 re del nero · g6 pedone del bianco · b5 pedone del bianco · e5 cavallo del nero · g5 pedone del bianco · c4 pedone del bianco · e2 cavallo del bianco · h2 alfiere del bianco | c8 alfiere del bianco · f8 donna del bianco · a7 pedone del nero · c7 pedone del bianco · e7 torre del nero · f7 pedone del nero · a6 re del bianco · b6 pedone del nero · d6 re del nero · g6 pedone del bianco · b5 pedone del bianco · e5 cavallo del nero · g5 pedone del bianco · c4 pedone del bianco · e2 cavallo del bianco · h2 alfiere del bianco | c8 alfiere del bianco · f8 donna del bianco · a7 pedone del nero · c7 pedone del bianco · e7 torre del nero · f7 pedone del nero · a6 re del bianco · b6 pedone del nero · d6 re del nero · g6 pedone del bianco · b5 pedone del bianco · e5 cavallo del nero · g5 pedone del bianco · c4 pedone del bianco · e2 cavallo del bianco · h2 alfiere del bianco | c8 alfiere del bianco · f8 donna del bianco · a7 pedone del nero · c7 pedone del bianco · e7 torre del nero · f7 pedone del nero · a6 re del bianco · b6 pedone del nero · d6 re del nero · g6 pedone del bianco · b5 pedone del bianco · e5 cavallo del nero · g5 pedone del bianco · c4 pedone del bianco · e2 cavallo del bianco · h2 alfiere del bianco | c8 alfiere del bianco · f8 donna del bianco · a7 pedone del nero · c7 pedone del bianco · e7 torre del nero · f7 pedone del nero · a6 re del bianco · b6 pedone del nero · d6 re del nero · g6 pedone del bianco · b5 pedone del bianco · e5 cavallo del nero · g5 pedone del bianco · c4 pedone del bianco · e2 cavallo del bianco · h2 alfiere del bianco | c8 alfiere del bianco · f8 donna del bianco · a7 pedone del nero · c7 pedone del bianco · e7 torre del nero · f7 pedone del nero · a6 re del bianco · b6 pedone del nero · d6 re del nero · g6 pedone del bianco · b5 pedone del bianco · e5 cavallo del nero · g5 pedone del bianco · c4 pedone del bianco · e2 cavallo del bianco · h2 alfiere del bianco | c8 alfiere del bianco · f8 donna del bianco · a7 pedone del nero · c7 pedone del bianco · e7 torre del nero · f7 pedone del nero · a6 re del bianco · b6 pedone del nero · d6 re del nero · g6 pedone del bianco · b5 pedone del bianco · e5 cavallo del nero · g5 pedone del bianco · c4 pedone del bianco · e2 cavallo del bianco · h2 alfiere del bianco | 2 |
| 1 | c8 alfiere del bianco · f8 donna del bianco · a7 pedone del nero · c7 pedone del bianco · e7 torre del nero · f7 pedone del nero · a6 re del bianco · b6 pedone del nero · d6 re del nero · g6 pedone del bianco · b5 pedone del bianco · e5 cavallo del nero · g5 pedone del bianco · c4 pedone del bianco · e2 cavallo del bianco · h2 alfiere del bianco | c8 alfiere del bianco · f8 donna del bianco · a7 pedone del nero · c7 pedone del bianco · e7 torre del nero · f7 pedone del nero · a6 re del bianco · b6 pedone del nero · d6 re del nero · g6 pedone del bianco · b5 pedone del bianco · e5 cavallo del nero · g5 pedone del bianco · c4 pedone del bianco · e2 cavallo del bianco · h2 alfiere del bianco | c8 alfiere del bianco · f8 donna del bianco · a7 pedone del nero · c7 pedone del bianco · e7 torre del nero · f7 pedone del nero · a6 re del bianco · b6 pedone del nero · d6 re del nero · g6 pedone del bianco · b5 pedone del bianco · e5 cavallo del nero · g5 pedone del bianco · c4 pedone del bianco · e2 cavallo del bianco · h2 alfiere del bianco | c8 alfiere del bianco · f8 donna del bianco · a7 pedone del nero · c7 pedone del bianco · e7 torre del nero · f7 pedone del nero · a6 re del bianco · b6 pedone del nero · d6 re del nero · g6 pedone del bianco · b5 pedone del bianco · e5 cavallo del nero · g5 pedone del bianco · c4 pedone del bianco · e2 cavallo del bianco · h2 alfiere del bianco | c8 alfiere del bianco · f8 donna del bianco · a7 pedone del nero · c7 pedone del bianco · e7 torre del nero · f7 pedone del nero · a6 re del bianco · b6 pedone del nero · d6 re del nero · g6 pedone del bianco · b5 pedone del bianco · e5 cavallo del nero · g5 pedone del bianco · c4 pedone del bianco · e2 cavallo del bianco · h2 alfiere del bianco | c8 alfiere del bianco · f8 donna del bianco · a7 pedone del nero · c7 pedone del bianco · e7 torre del nero · f7 pedone del nero · a6 re del bianco · b6 pedone del nero · d6 re del nero · g6 pedone del bianco · b5 pedone del bianco · e5 cavallo del nero · g5 pedone del bianco · c4 pedone del bianco · e2 cavallo del bianco · h2 alfiere del bianco | c8 alfiere del bianco · f8 donna del bianco · a7 pedone del nero · c7 pedone del bianco · e7 torre del nero · f7 pedone del nero · a6 re del bianco · b6 pedone del nero · d6 re del nero · g6 pedone del bianco · b5 pedone del bianco · e5 cavallo del nero · g5 pedone del bianco · c4 pedone del bianco · e2 cavallo del bianco · h2 alfiere del bianco | c8 alfiere del bianco · f8 donna del bianco · a7 pedone del nero · c7 pedone del bianco · e7 torre del nero · f7 pedone del nero · a6 re del bianco · b6 pedone del nero · d6 re del nero · g6 pedone del bianco · b5 pedone del bianco · e5 cavallo del nero · g5 pedone del bianco · c4 pedone del bianco · e2 cavallo del bianco · h2 alfiere del bianco | 1 |
|   | a | b | c | d | e | f | g | h |   |

Soluzione:
1. Ae6!  (zugzwang)
1... fxg6 2. c8=A Rc5 3. Dxe7#

 (2... c7 3. Axe5#)

1... fxe6 2. c8=T Rd7 3. Dd8#

1... f6 2. c8=D fxg5/f5 3. Dc6#

1... f5 2. c8=C+ Rxe6/c5 3. Dxe7#

1... Rxe6 2. c8=D+ Td7/Cd7 3. Cd4#